# 侯生
侯生（?—?），世称侯公，秦朝方士，韩国人。在秦为客卿。
与韩终、石生一起为秦始皇求不死药。前212年，在卢生的鼓动下，秦始皇自称真人，不再称朕，有人透露皇帝行踪都被处死。侯生对卢生说秦始皇大权独揽、刚愎自用，不能为他求仙药：“始皇为人，天性刚戾自用，起诸侯，并天下，意得欲从，以为自古莫及己。专任狱吏，狱吏得亲幸。博士虽七十人，特备员弗用。丞相诸大臣皆受成事，倚辨於上。上乐以刑杀为威，天下畏罪持禄，莫敢尽忠。上不闻过而日骄，下慑伏谩欺以取容。秦法，不得兼方不验，辄死。然候星气者至三百人，皆良士，畏忌讳谀，不敢端言其过。天下之事无小大皆决於上，上至以衡石量书，日夜有呈，不中呈不得休息。贪於权势至如此，未可为求仙药。”两人逃亡。秦始皇认为自己厚待卢生、侯生，卢生、侯生还诽谤自己，命令告发诽谤皇帝的博士诸生。被告发的士人全部被坑杀，就是坑儒事件。
《说苑》记载，侯生后来被捕，秦始皇与他当面对质。要将他车裂，问他有何面目来见自己背叛的皇帝。侯生指出秦始皇奢靡无度，将要败亡。秦始皇默然良久，问他为什么不早说。侯生说皇帝自负，自己不敢言而逃亡，现在必死，才敢进谏。秦始皇最终没有杀他。